# Anoteropsis insularis
Anoteropsis insularis är en spindelart som beskrevs av Vink 2002. Anoteropsis insularis ingår i släktet Anoteropsis och familjen vargspindlar. Inga underarter finns listade i Catalogue of Life.